# Rimska vrata
Rimska vrata (v izvirniku angleško The Gates of Rome) je zgodovinski roman britanskega pisatelja Conna Igguldena, ki je prvič izšel leta 2003 pri založbi HarperCollins. Je prvi roman iz serije Imperator.

## Zgodba
Prva knjiga v seriji govori o Gaju Juliju Cezarju in njegovem otroštvu, ki ga je preživel z Brutom. Knjiga opisuje njegove dogodivščine, upor sužnjev, smrt očeta in državljansko vojno med Marijem in Sulo.